# Біс в ребро
«Біс в ребро» — радянський художній фільм 1990 року, знятий студією «Інтердет» (на базі Кіностудії ім. М. Горького).

## Сюжет
Одного разу в квартирі, де живе розлучена Ірина, з'являється посильний від далеких родичів, передавши посилку, він залишається. Але через кілька днів, вплутавшись в вуличну бійку, потрапляє в міліцію, вийти звідки йому чомусь не вдається. До справи щодо його звільнення підключається Ірина та її друг — слідчий. Починають зникати свідки, а до Ірини з попередженням з'являється найманий вбивця…

## У ролях
- Євгенія Симонова — Ірина Сергіївна
- Сергій Никоненко — Олександр Жигунов, капітан міліції
- Василь Лановий — Володимир Петрович Чагін, директор стадіону
- Ян Янакієв — Георгій Валентинович Капустін, начальник юридичного відділу у Чагіна
- Валентина Титова — Ангеліна, працівниця ресторану «Ель»
- Ігор Вознесенський — Шкурдюк, «Шістка» Чагіна
- Галина Дьоміна — Надія Капітоновна Юркова, продавчиня квітів
- Сергій Проханов — Віктор, колишній чоловік Ірини
- Михайло Жигалов — Олексій Ларіонов
- Казбек Бокоєв — епізод
- Валентин Пєчніков — Костянтин Іванович Юрков
- Наталія Хорохоріна — епізод
- Віктор Степанов — епізод
- Ярослав Попов — епізод
- Оксана Абдулаєва — епізод
- Світлана Гребнова — епізод
- Аріна Григор'єва — епізод
- Галина Іноземцева — епізод
- Аделіка Касьянова — епізод
- Ерлан Нурпейсов — епізод
- Алла Севастьянова — епізод

## Знімальна група
- Режисер — Борис Григор'єв
- Сценарист — Раміз Фаталієв
- Оператор — Ігор Клебанов
- Композитор — Георгій Дмитрієв
- Художник — Віктор Сафронов